# Schlitz Playhouse of Stars
Schlitz Playhouse of Stars est une série-anthologie de télévision américaine en huit saisons et trois-cent-soixante-quatre épisodes, diffusée originellement de 1951 à 1959.

## Synopsis
Chaque épisode a un synopsis différent, selon le principe de la série-anthologie.

## Fiche technique
- Titres alternatifs : Schlitz Playhouse / Schlitz Television Playhouse of Stars
- Réalisateurs : divers, dont Roy Kellino (42 épisodes, 1952-1955), Justus Addiss (38 épisodes, 1954-1957), Robert Florey (32 épisodes, 1952-1957), John Brahm (23 épisodes, 1952-1959), Ted Post (20 épisodes, 1952-1954), Don Weis (19 épisodes, 1955-1958) et Jacques Tourneur (1 épisode, 1957)
- Scénario : divers auteurs, dont Philip MacDonald (8 épisodes, 1952-1955), Douglas Morrow (8 épisodes, 1955-1956) et Oscar Millard (4 épisodes, 1953-1958)
- Musique : divers compositeurs, dont Melvyn Lenard (33 épisodes, 1952-1956) et Paul Dunlap (3 épisodes, 1955-1956)
- Directeurs de la photographie : divers, dont Russell Harlan (63 épisodes, 1952-1954), John L. Russell (23 épisodes 1956-1959), Ray Rennahan (11 épisodes, 1956-1958) et Paul Ivano (9 épisodes, 1952)
- Directeurs artistiques : divers, dont John Meehan (18 épisodes, 1956-1959)
- Monteurs : divers, dont George Amy (12 épisodes, 1953-1956)
- Producteurs : divers, dont William Self (en) (intégrale) et Felix Jackson (5 épisodes, 1951-1952)
- Série-anthologie en noir et blanc produite par Columbia Broadcasting System (CBS)
- Dates de diffusion ( États-Unis) : 
  - Premier épisode (Not a Chance) : 5 octobre 1951
  - Dernier épisode (Ballad to Die For) : 31 juillet 1959

## Distribution (sélection)

### Acteurs ayant tourné plusieurs épisodes

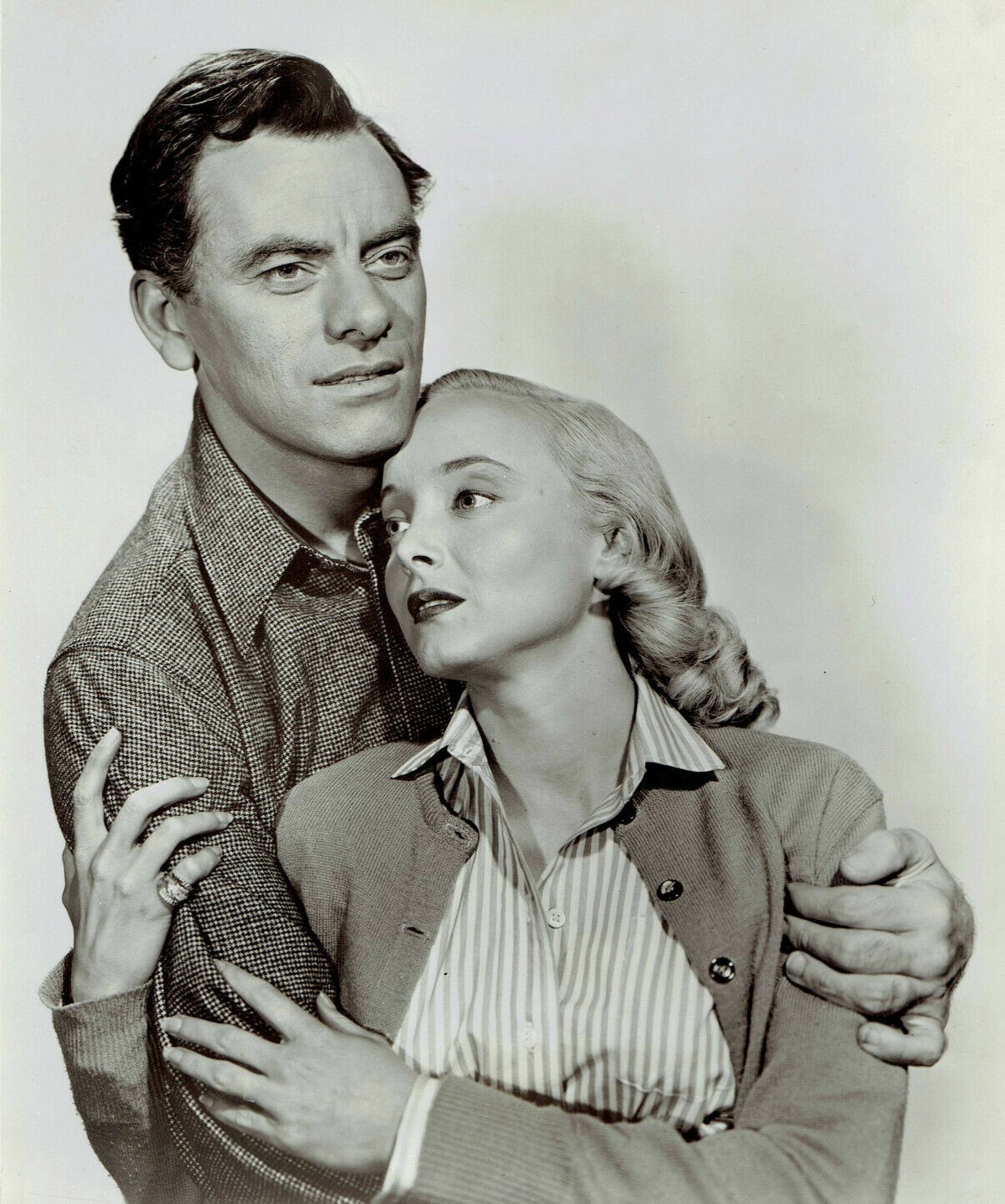
John Ireland et Carolyn Jones, dans l’épisode Prisoner in the Town (1954).

(par nombre d'épisodes, puis ordre alphabétique)
- James Mason : lui-même (hôte) (41 épisodes, 1954-1958)
- Irene Dunne : elle-même (hôtesse) (28 épisodes, 1951-1952)
- John Doucette : 9 épisodes (1953-1957)
- John Ireland : 8 épisodes (1952-1956)
- Katherine Warren : 8 épisodes (1953-1957)
- Lee Van Cleef : 6 épisodes (1953-1957)
- Dan Duryea : 5 épisodes (1952-1958)
- Walter Hampden : 5 épisodes (1951-1952)
- Vincent Price : 5 épisodes (1952-1958)
- Eddie Albert : 4 épisodes (1952-1958)
- Carolyn Jones : 4 épisodes (1954-1957)
- Vera Miles : 4 épisodes (1953-1958)
- Rhys Williams : 4 épisodes (1953-1957)
- Ward Bond : 3 épisodes (1952-1956)
- Claude Dauphin : 3 épisodes (1954-1955)
- Helen Hayes : 3 épisodes (1951)
- Michael Landon : 3 épisodes (1957-1958)
- Lee Marvin : 3 épisodes (1954-1959)
- Jeanette Nolan : 3 épisodes (1953-1956)
- Anthony Quinn : 3 épisodes (1951-1955)
- Helen Westcott : 3 épisodes (1952-1958)
- Teresa Wright : 3 épisodes (1952-1957)
- Mike Connors : 2 épisodes (1955)
- Yvonne De Carlo : 2 épisodes (1957)
- Angie Dickinson : 2 épisodes (1956)
- Faith Domergue : 2 épisodes (1954-1958)
- Joanne Dru : 2 épisodes (1953-1956)
- Cedric Hardwicke : 2 épisodes (1952-1953)
- Charlton Heston : 2 épisodes (1951-1957)
- Ann Harding : 2 épisodes (1953-1954)
- Patric Knowles : 2 épisodes (1955-1958)
- Ricardo Montalbán : 2 épisodes (1957)
- J. Carrol Naish : 2 épisodes (1955-1956)
- Patrick O'Neal : 2 épisodes (1953)
- Basil Rathbone : 2 épisodes (1954)
- Rod Steiger : 2 épisodes (1957-1958)
- Margaret Sullavan : 2 épisodes (1951)
- Jessica Tandy : 2 épisodes (1957-1958)

### Acteurs ayant tourné un seul épisode

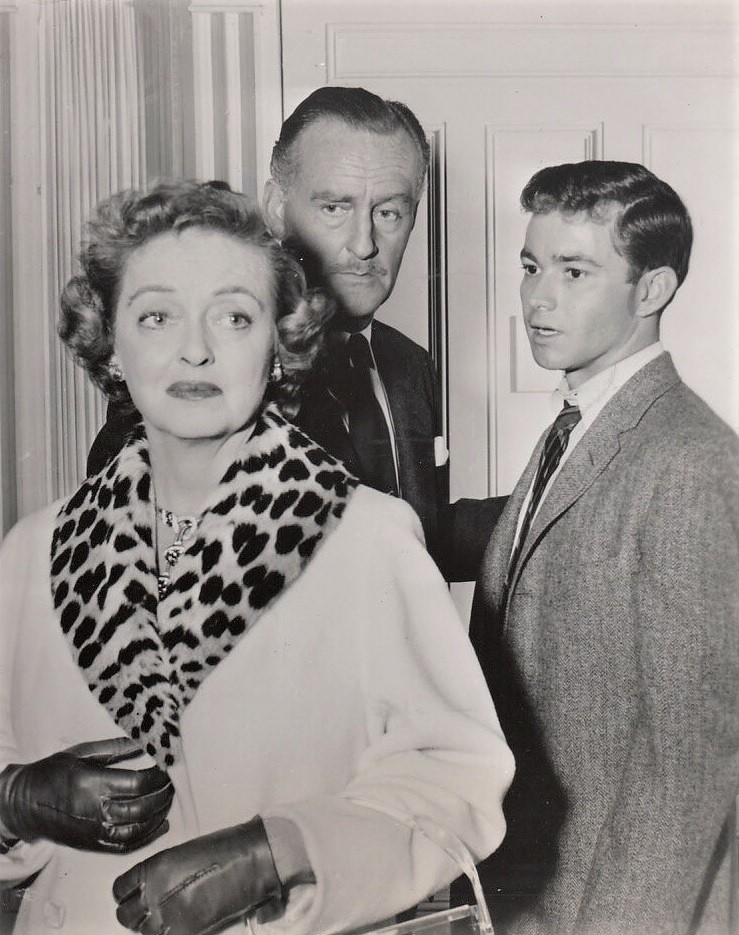
Bette Davis, John Williams et Ray Stricklyn (de g. à d.), dans l’épisode For Better, for Worse (1957).

- Anna Maria Alberghetti : Tia (épisode The Enchanted, 1957)
- Joan Blondell : Calamity Jane (épisode The Pussyfootin' Rocks, 1952)
- Charles Bronson : Sergent Roy Smith (épisode The Long Shot, 1953)
- Raymond Burr : Dr Sutton (épisode The Ordeal of Dr. Sutton, 1955)
- Valentina Cortese : Dr Bruni (épisode Night of the Stranger, 1958)
- Jeanne Crain : Ruth Elliot (épisode The Trouble with Ruth, 1958)
- Hume Cronyn : Wilbur Meeler (épisode Clothes Make the Man, 1957)
- Bette Davis : Irene Van Buren (épisode For Better, for Worse, 1957)
- James Dean : Jeffrey Latham (épisode The Unlighted Road, 1955)
- Lillian Gish : Grandma Moses (épisode The Autobiography of Grandma Moses, 1952)
- Peter Graves : Rocky Kent (épisode Part of the Game, 1953)
- Boris Karloff : Charles Brandon (épisode The House of Death, 1952)
- Angela Lansbury : Florie Vandrop (épisode Storm Swept, 1953)
- Patrick Macnee : Lieutenant Charles Daurigny (épisode No Boat for Four Months, 1958)
- Gilbert Roland : Gino Bardi (épisode Rich Man, Poor Man, 1957)
- Joseph Schildkraut : Major Ludwig (épisode Point of Honor, 1953)
- Robert Vaughn : Buddy Baldwyn (épisode Hostage, 1959)

## Épisodes
Voir détails sur l'IMDb.